# Liste der Fornminnen in Ramsele

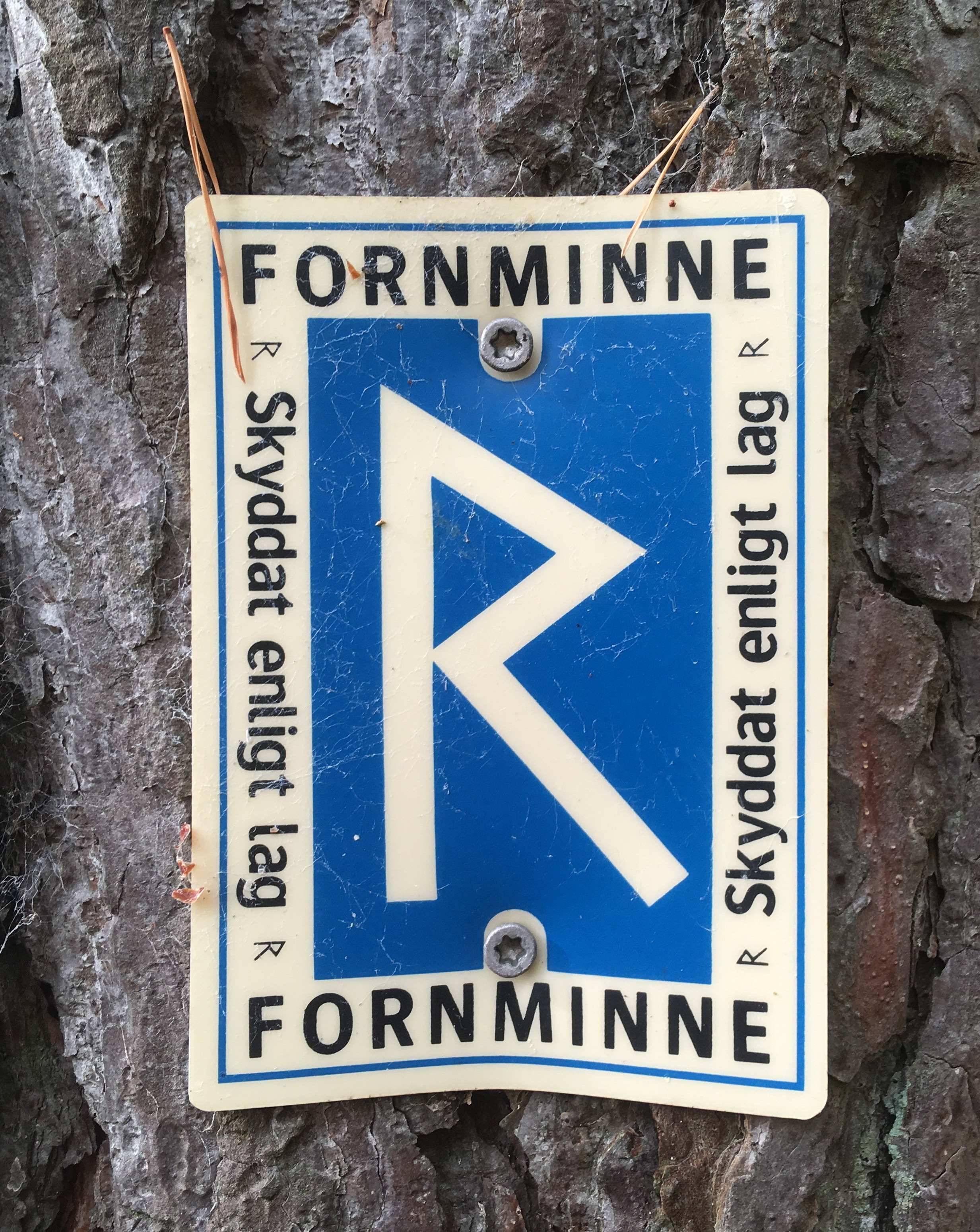
Zeichen für „Fornminnen“ in Schweden

Diese Liste der Fornminnen in Ramsele zeigt die „Alten/antiken Denkmale“ (schwedisch fornminnen) im ehemaligen Socken Ramsele in der heutigen Gemeinde Sollefteå der schwedischen Provinz Västernorrlands län, sie ist eine Teilliste der „Liste der Fornminnen in Västernorrland“. Die Aufteilung basiert auf der historischen Zuordnung der Gebiete in Socken (siehe auch) und der Einteilung des Zentralamts für Denkmalpflege Riksantikvarieämbetet (RAÄ). Es werden die Fornminnen aufgeführt, die auf dem Suchdienst „Fornsök“ registriert sind, welcher weitere Informationen zu den bekannten kulturhistorischen Überresten in Schweden enthält.

## Begriffserklärung
Fornminnen (schwedisch für alte/antike Denkmale oder archäologische Funde) sind in Schweden alte Objekte und archäologische Funde (Fornlämningar), welche die Überreste menschlicher Aktivitäten in der Vergangenheit bezeichnen, die durch frühere Nutzung entstanden sind und dauerhaft aufgegeben wurden. Dabei gilt für Fornminnen, die vor 1850 entstanden sind, dass sie automatisch durch das Gesetz geschützt sind. Aber auch jüngere Überreste können zu Bodendenkmalen erklärt werden, wenn sie sich an ihrem ursprünglichen Standort befinden und weitgehend erdgebunden sind. Als Fornminnen zählen u. a. Siedlungen und Siedlungsreste aus prähistorischer Zeit, Gräber und Grabstätten, Burgruinen, Ruinen von Klöstern, Kirchen und Schlössern, Steine und Felsen mit Inschriften und Bildern (z. B. Runensteine und Petroglyphen), insofern sie nicht schon als Einzeldenkmal unter Byggnadsminnen (schwedisch für Baudenkmale) oder kyrkliga Kulturminnen (schwedisch für kirchliches Kulturgut) ausgewiesen sind.

## Legende
| ID           | = | ID.Nr. des Denkmalregisters (Fornsök) im schwedische Amt für nationales Kulturerbe (Riksantikvarieämbetet (RAÄ)) |
| Lage         | = | Koordinatenangabe des Standorts                                                                                  |
| Bezeichnung  | = | Bezeichnung des Denkmalobjekts (auch RAÄ-Nr.)                                                                    |
| Beschreibung | = | Name (Denkmaltyp/Dokumentenverweis im Arkivsök) sowie eine kurze Beschreibung des Objekts                        |
| Bild         | = | Bild des Objekts sowie Verweis auf weitere Bilder                                                                |

## Liste Fornminnen Ramsele
| ID             | Lage    | Bezeichnung (RAÄ-Nr.) | Beschreibung | Bild           |
| -------------- | ------- | --------------------- | --- | -------------- |
| 10248500130001 | (Karte) | Ramsele 13:1          | Ramsele 13:1 (Siedlungsplatz / L1935:3894) streifenartiger (85 x 25 m) Siedlungsplatz am Nordufer des Vängelälven etwa 2 km östlich der Ortschaft Forås, befindet sich direkt entlang des Ufers einer halbinselartigen Landzunge, an dessen Spitze sich das Hügelgrab Ramsele 13:2 (L1935:9087) befindet. | Weitere Bilder |
| 10248500130002 | (Karte) | Ramsele 13:2          | Ramsele 13:2 (Hügelgrab / L1935:9087) rundes (etwa 5,5 m Durchmesser und 0,6 m hoch) Hügelgrab an der Spitze einer halbinselartigen Landzunge am Nordufer des Vängelälven, ca. 2 km östlich der Ortschaft Forås, es befindet sich auf der Siedlungsfläche Ramsele 13:1 (L1935:3894) | Weitere Bilder |
| 10248501400001 | (Karte) | Ramsele 140:1         | Ramsele 140:1 (Wegmarkierung / L1935:5346) nach oben verjüngender gusseiserner Meilenstein (0,8 m hoch und 0,4 m breit) auf der Westseite der Landstraße Y 975 (schwedisch „Ländsväg Y 975“) auf Höhe der Ortschaft Meåfors, östlich des Verlaufs des Fjällsjöälven etwa 5 km südlich Nordankäl. Der Meilenstein steht auf einem 1 m hohen fast quadratischen (1,2 m) gemauerten Sockel und hat die Aufschrift: „1/4 \ WR NORRLANDS \ LÄN AUG. wEIDENHIELM \ 1871“ | Weitere Bilder |